# Ursula

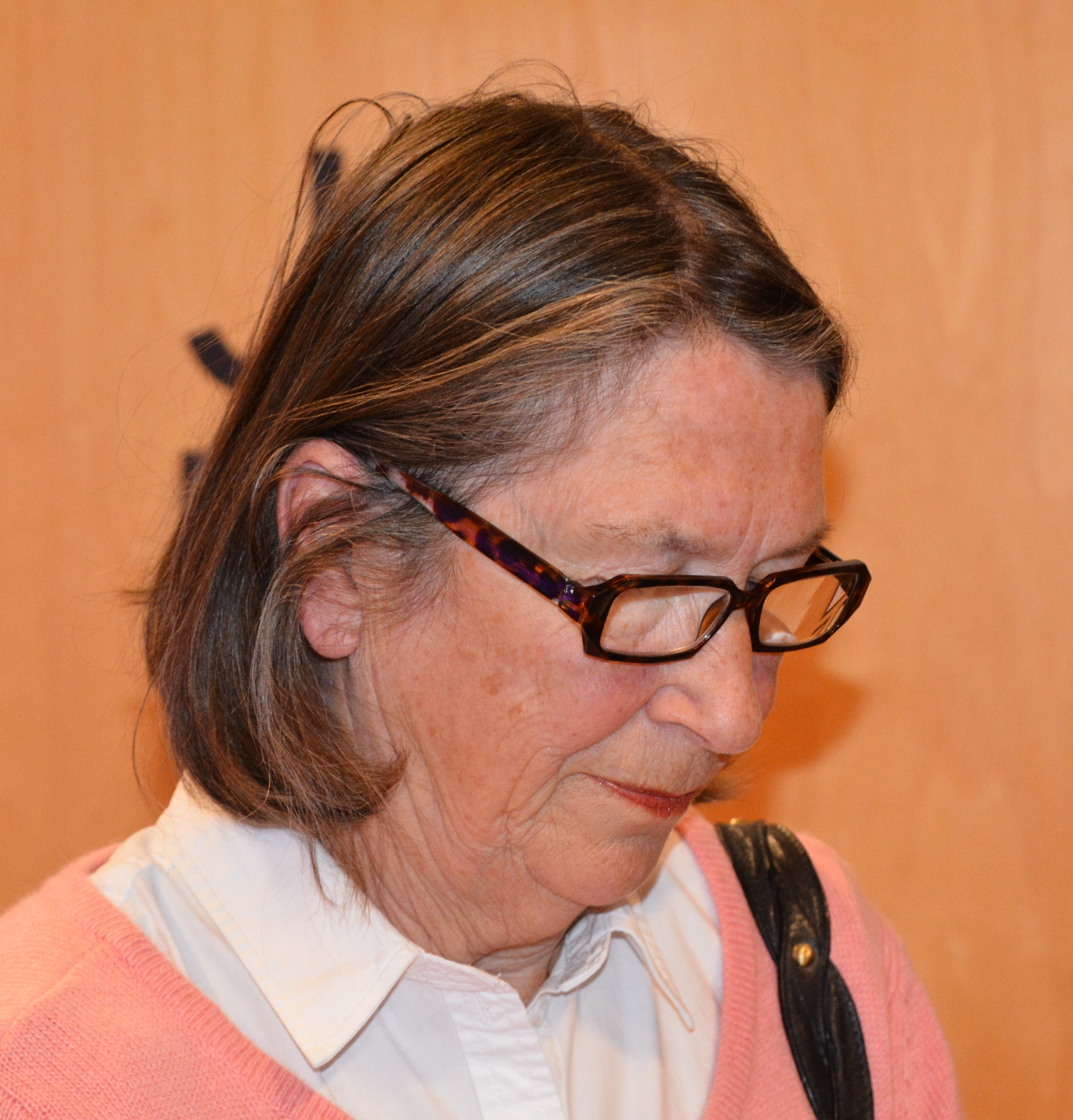
Ursula Sjöberg, 2016.

Ursula är ett kvinnonamn som är en diminutivform av det latinska ordet ursa 'björnhona'.
Det har använts som dopnamn i Sverige sedan 1400-talet. Namnet är mycket ovanligt bland de yngre, endast en handfull flickor har fått namnet som tilltalsnamn de senaste 10 åren. Den 31 december 2007 fanns det totalt 1 917 kvinnor i Sverige med namnet, varav 988 med det som tilltalsnamn. År 2003 fick 4 flickor namnet, varav 1 fick det som tilltalsnamn.
Namnsdag i Sverige: 21 oktober sedan 2001. Åren 1986–92 fanns namnet på den 22 oktober, och 1993–2000 på 25 maj. Namnet fanns också här från 1600-talet och fram till år 1900, då det försvann ur almanackan. Namnets gamla placering på detta datum kommer från Sankta Ursula och de elvatusen jungfrurna. I den finlandssvenska namnsdagslängden har Ursula namnsdag 21 oktober sedan 1950.

## Personer med namnet Ursula
- Sankta Ursula
- Ursula Andress, schweiziskfödd skådespelerska
- Ursula van Beckum (död 1545), holländsk vederdöpare, avrättad av spanska inkvisitionen
- Ursula Berge, författare och debattör
- Ursula Curtiss, amerikansk kriminalförfattare
- Ursula Disl, tysk skidskytt
- Ursula Franklin, tysk-kanadensisk fysiker
- Ursula K. LeGuin, amerikansk science fiction- och fantasy-författare
- Ursula von der Leyen, tysk politiker, Europeiska kommissionens ordförande
- Ursula Richter, radioproducent
- Ursula Sjöberg, konsthistoriker
- Ursula Wirth, rallykartläsare åt Ewy Rosqvist